# Districtul Kyenjojo
Districtul Kyenjojo este una dintre cele 80 unități administrativ-teritoriale de gradul I ale Ugandei.